# Bangladesz

Bangladesz (beng. বাংলাদেশ), Ludowa Republika Bangladeszu (beng. গণপ্রজাতন্ত্রী বাংলাদেশ, Gonoprodźatontri Bangladesz) – państwo w Azji Południowej, położone nad Zatoką Bengalską i graniczące z zachodu, północy i wschodu z Indiami, a na południowym wschodzie z Mjanmą. Jest jednym z najgęściej zaludnionych krajów świata i zarazem jednym z najbiedniejszych państw Azji. Stolicą Bangladeszu jest Dhaka (dawna Dakka).

## Geografia
Bangladesz jest krajem wybitnie nizinnym, gdzie występują aluwialne niziny, plejstoceńskie terasy i trzeciorzędowe wyżyny (Góry Czatgańskie). Leży on w strefie wilgotnego klimatu zwrotnikowego, kształtowanego przez wiatry monsunowe. Charakterystyczne są wysokie przez cały rok temperatury i występowanie dwóch pór roku: deszczowej i suchej. Kraj ten ma gęstą sieć rzeczną a największym układem rzecznym jest Brahmaputra–Jamuna. Naturalna szata roślinna została wyniszczona na potrzeby rolnictwa. Występują niewielkie obszary lasów monsunowych.

### Klęski żywiołowe
Częste są tajfuny, zwłaszcza latem i jesienią. W roku 1970 rekordowy cyklon zabił około 500 tysięcy ludzi, co było jedną z największych klęsk żywiołowych XX wieku. Cyklon tropikalny z 1991 roku zabił około 100 tysięcy osób i spowodował ogromne straty. W latach dziewięćdziesiątych wystąpiło 16 cyklonów. W listopadzie 2007 roku przez południową część Bangladeszu przeszedł cyklon Sidr, zabijając ponad 3447 osób. Ponadto duże wahania stanów wód powodują katastrofalne powodzie w większej części kraju.

### Problemy ekologiczne
- zalewanie terenów uprawnych przez powodzie
- ograniczony dostęp do wody pitnej
- częste choroby wynikające ze spożywania wody skażonej pestycydami
- w południowej i wschodniej części kraju braki wody pitnej z powodu częstych awarii rurociągów
- degradacja gleby
- wycinanie szczątkowych lasów

## Historia
Tereny obecnego Bangladeszu należały do Indii pod władaniem brytyjskim. W 1947 roku nastąpił podział Bengalu na dwie części: Bengal Zachodni, który wszedł w skład Indii, oraz Pakistan Wschodni, prowincję Pakistanu.
W 1970 roku ówczesny Pakistan Wschodni został spustoszony przez cyklon Bhola, który spowodował śmierć około pół miliona osób. Działania rządu pakistańskiego były niewystarczające, co spowodowało pogorszenie i tak już napiętych stosunków między nim a Bengalczykami. Czarę goryczy przelało niedopuszczenie do objęcia funkcji premiera przez Mujibura Rahmana, mimo że jego partia, Liga Awami, zdecydowanie wygrała wybory. Prezydent Pakistanu, generał Yahya Khan, w porozumieniu z Zulfikarem Alim Bhutto, liderem Partii Ludowej, udaremnił zwołanie parlamentu i bezskutecznie usiłował stłumić ruch niepodległościowy, aresztując Mudżibura Rahmana 25 marca 1971 roku i ogłaszając stan wyjątkowy w Pakistanie Wschodnim. Zamach na demokrację przerodził się w falę krwawych represji: w ramach operacji Searchlight armia pakistańska wymordowała w delcie Gangesu ok. 1–1,5 miliona cywilów i dopuściła się dużej liczby ok. 200 000 gwałtów. Mimo krwawej okupacji kraju wojna o niepodległość Bangladeszu nie wygasła, prowadzona metodami partyzanckimi pod dowództwem pułkownika M.A.G. Osmaniego. 17 kwietnia 1971 sformowany został na wygnaniu pierwszy rząd Bangladeszu. Armia indyjska wspomogła partyzantkę Bangladeszu, wkraczając 22 listopada 1971 roku na teren Bengalu Wschodniego.

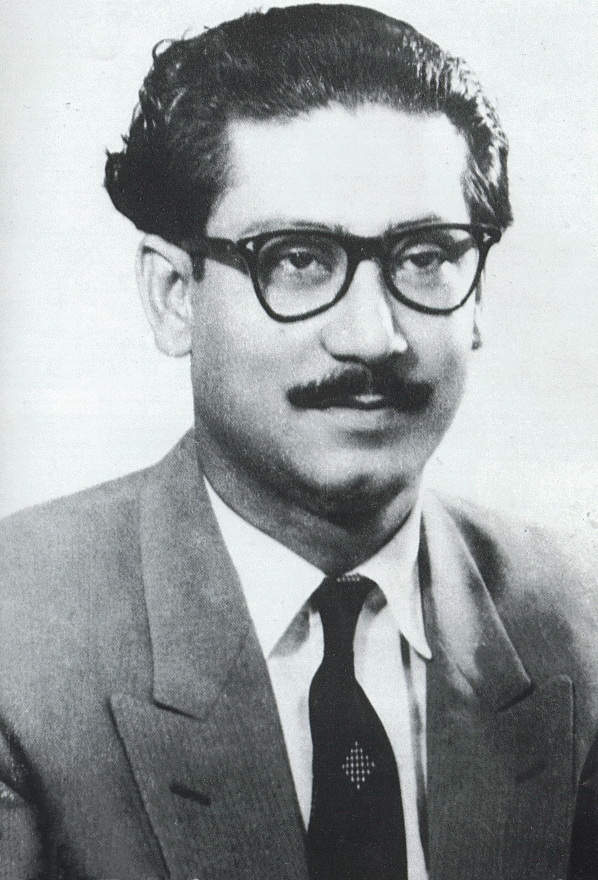
Twórca niepodległego Bangladeszu Szejk Mudżibur Rahman

16 grudnia armia pakistańska skapitulowała. Władzę przejęła Liga Ludowa pod przewodnictwem Mujiba, który to początkowo próbował przekształcić Bangladesz w państwo socjalistyczne. Przyjęta w grudniu 1972 roku konstytucja uznała świeckość, demokrację, wolność i socjalizm za filary państwowości kraju. Założenia nowej polityki gospodarczej były wzorowane na Indiach. Rząd rozpoczął realizację państwowych programów edukacyjnych, kanalizacyjnych, żywnościowych, zdrowotnych, w całym kraju dostarczano wodę i montowano sieć elektryczną. Plan pięcioletni z 1973 roku ukierunkował inwestycję państwową w dziedzinie rolnictwa i infrastruktury wiejskiej. Bangladesz zobowiązał się do sekularyzmu, jednak Mujib stopniowo zbliżył się do politycznego islamu. Rząd pod wpływem islamizmu zakazał hazardu, produkcji i sprzedaży alkoholu. W 1974 roku znormalizowano stosunki z Pakistanem. Tymczasem przeludnienie, korupcja i brak kapitału zagranicznego pogłębiły kryzys gospodarczy i anarchizowały społeczeństwo. Rozwijały się grupy opozycji islamistycznej i komunistycznej. Niezadowolenie obróciło się przeciw Lidze Ludowej i Mudżiburowi Rahmanowi.
15 sierpnia 1975 roku grupa oficerów zaatakowała czołgami rezydencję prezydencką oraz zabiły Mujiba, jego rodzinę i pracowników rezydencji. Masakrę udało się przeżyć tylko jego córkom, Sheikh Hasiną Wajed i Sheikh Rehaną. Z zamachem powiązane mogło być CIA i ambasador USA w Dhace. Przywódcy puczu wkrótce sami zostali obaleni, a seria zamachów i zabójstw politycznych sparaliżowała kraj. Przez następne 15 lat wprowadzono rządy wojskowe, które utrzymywały cały czas stan wyjątkowy. W czasie ich rządów prowadzono roboty publiczne i dokonano reprywatyzacji sektora państwowego. Bangladesz rezygnując ze świeckości, zwrócił się w stronę państw arabskich. Jednak cały czas wybuchały antyrządowe demonstracje. Bezrobocie i niski poziom życia oraz zależność od pomocy z zagranicy stały się także podłożem do nastrojów antyindyjskich, szczególnie gdy w Asamie wybuchły zamieszki skierowane przeciwko uchodźcom z Bangladeszu. Odżył również konflikt o wody Gangesu.
W grudniu 1990 roku prezydent Hossain Mohammad Ershad został zmuszony do rezygnacji. W lutym 1991 roku odbyły się wybory, w których zwyciężyła Narodowa Partia Bangladeszu, pod przewodnictwem Khaledy Zia. Po wyborach w 1996 roku na czele rządu stanęła Sheikh Hasina Wajed, córka Mudżibura Rahmana, przywódczyni Ligi Ludowej. W 2001 Narodowa Partia Bangladeszu pod przewodnictwem Khaledy Zia powróciła do władzy. Na przełomie maja i czerwca 2006 Bangladeszem wstrząsały strajki i zamieszki. Do tego doszły blokady dróg wiodących do Dhaki. W styczniu 2007 po kolejnych zamieszkach władzę objął tymczasowy rząd pod kierownictwem Fakhruddina Ahmeda. Pełnił on swoje obowiązki do czasu wyborów parlamentarnych w grudniu 2008, w których zwycięstwo odniosła Liga Awami. Jej przywódczyni, Sheikh Hasina Wajed, 6 stycznia 2009 objęła stanowisko szefa rządu.

## Ustrój polityczny

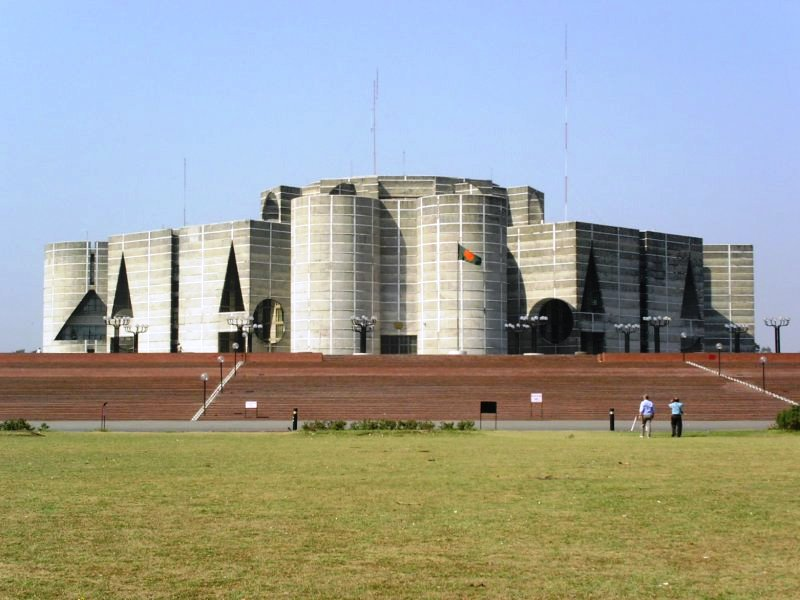
Jatiyo Sangshad Bhaban,
siedziba Zgromadzenia Narodowego Bangladeszu

Bangladesz jest republiką i członkiem Wspólnoty Narodów. Po referendum we wrześniu 1991 roku nastąpił powrót do systemu demokracji parlamentarnej, ustanowionego na mocy konstytucji z 16 grudnia 1971 roku, która została zmieniona w styczniu 1975 roku, aby wprowadzić system prezydencki. Głową państwa jest prezydent pełniący funkcje głównie reprezentacyjne. Kadencja prezydenta trwa 5 lat. Władzę ustawodawczą sprawuje 350-osobowe Zgromadzenie Narodowe (Dźatija Sangsad). 300 posłów wybieranych jest w sposób bezpośredni, a 50 miejsc zarezerwowanych jest dla kobiet, wybieranych w sposób pośredni. Władza wykonawcza należy do rządu odpowiedzialnego przed parlamentem. Władza sądownicza natomiast jest oddzielona i niezależna.
Od 2009 rządziła Liga Awami, a urząd premiera do 2024 roku piastowała Sheikh Hasina Wajed, córka pierwszego prezydenta Bangladeszu. Liga Awami obejmuje 273 mandaty, a główna partia opozycyjna Partia Narodowa Hossaina Mohammada Ershada – 42.

### Spory i kwestie międzynarodowe
Wciąż nieokreślony pozostaje przebieg granicy z Indiami.

## Podział administracyjny
Kraj podzielony jest na 7 prowincji:
| Lp.        | Prowincja  | Nazwa bengalska | Stolica   | Populacja (2011) | Powierzchnia [km²] | Gęst. zalud. [os./km²] |  |
| ---------- | ---------- | --------------- | --------- | ---------------- | ------------------ | ---------------------- |  |
| 1          | Barisal    | বরিশাল            | Barisal   | 8 147 000        | 13 297             | 613                    |  |
| 2          | Ćottogram  | চট্টগ্রাম          | Ćottogram | 28 079 000       | 33 771             | 831                    |  |
| 3          | Dhaka      | ঢাকা              | Dhaka     | 46 729 000       | 31 120             | 1502                   |  |
| 4          | Khulna     | খুলনা             | Khulna    | 15 563 000       | 22 272             | 699                    |  |
| 5          | Radźszahi  | রাজশাহ            | Radźszahi | 18 329 000       | 18 197             | 1007                   |  |
| 6          | Rangpur    | রংপুর             | Rangpur   | 15 665 000       | 16 317             | 960                    |  |
| 7          | Srihotto   | সিলেট             | Srihotto  | 9 807 000        | 12 596             | 779                    |  |
| Bangladesz | Bangladesz | বাংলাদেশ            | Dhaka     | 142 319 000      | 147 570            | 964                    |  |

Nazwa każdej prowincji pochodzi od jej stolicy administracyjnej.
Prowincje z kolei są podzielone na 66 dystryktów.

## Gospodarka

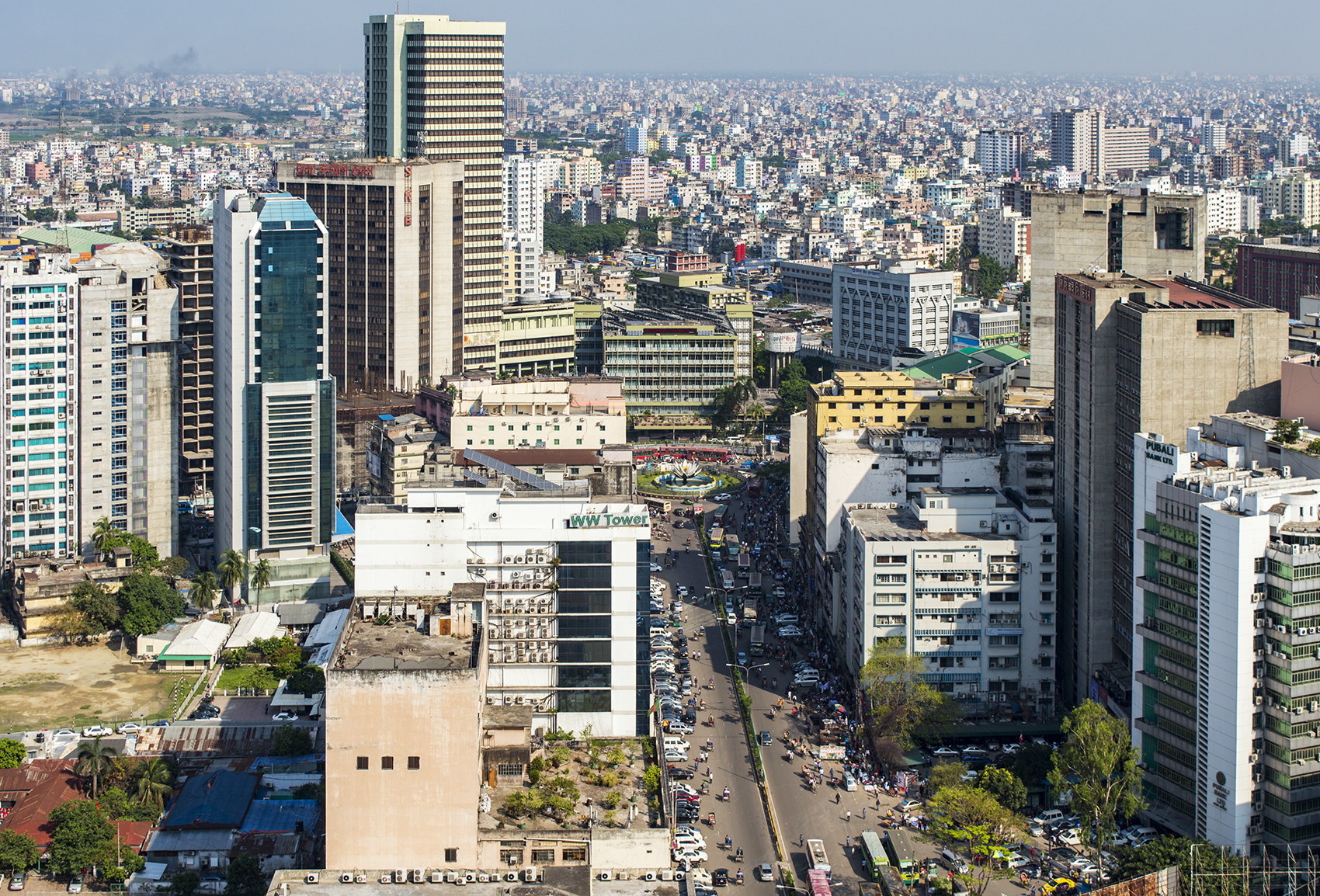
Dhaka (kwiecień 2017)

### Profil gospodarczy
Pomimo wysiłków społeczności międzynarodowej i administracji państwowej, Bangladesz pozostaje jednym z najbiedniejszych, najgęściej zaludnionych i najmniej rozwiniętych państw świata. Podstawą gospodarki jest rolnictwo, przede wszystkim uprawa ryżu. Najważniejszymi przeszkodami rozwoju są częste cyklony, niska wydajność sektora państwowego oraz szybki wzrost liczebności siły roboczej, której nie może wchłonąć rolnictwo. Problemem są przerwy w wydobyciu zasobów mineralnych (gaz ziemny), niedostateczne dostawy energii i wolne wdrażanie reform ekonomicznych. Rząd uczynił pewne kroki w kierunku poprawy klimatu dla zagranicznych inwestycji – wynegocjował z międzynarodowymi firmami korzystne kontrakty na wydobycie ropy i gazu, poprawił krajową sieć dystrybucji gazu, rozbudował rurociągi przesyłające gaz i ropę naftową oraz rozpoczął budowę szeregu elektrowni. Postęp w reformowaniu gospodarki jest powstrzymywany przez związki zawodowe, biurokrację i inne grupy nacisku.  Powodzie zwiększyły uzależnienie kraju od pomocy międzynarodowej. Kryzys finansowy, który dotknął Azję pod koniec lat dziewięćdziesiątych, nie wywarł większego wpływu na gospodarkę.

## Siły zbrojne
Bangladesz dysponuje trzema rodzajami sił zbrojnych: wojskami lądowymi, marynarką wojenną oraz siłami powietrznymi. Uzbrojenie sił lądowych Bangladeszu składało się w 2014 roku z: 169 czołgów, 300 opancerzonych pojazdów bojowych oraz 50 zestawów artylerii holowanej. Marynarka wojenna Bangladeszu dysponowała w 2014 roku 58 okrętami obrony przybrzeża, 8 fregatami, 6 korwetami oraz pięcioma okrętami obrony przeciwminowej. Bangladeskie siły powietrzne z kolei posiadały w 2014 roku uzbrojenie w postaci m.in. 52 myśliwców, 54 samolotów transportowych, 45 samolotów szkolno-bojowych oraz 52 śmigłowców.
Wojska bangladeskie w 2014 roku liczyły 400 tys. żołnierzy zawodowych oraz 2,3 mln rezerwistów. Według rankingu Global Firepower (2014) bangladeskie siły zbrojne stanowią 56. siłę militarną na świecie, z rocznym budżetem na cele obronne w wysokości 4,3 mld dolarów.

Flaga Wojsk Lądowych Bangladeszu
Flaga Sił Powietrznych Bangladeszu
Bandera wojenna
Bandera jednostek straży przybrzeżnej
Flaga straży granicznej
Flaga Dyrektoratu Generalnego Wywiadu Sił Zbrojnych

## Demografia
Bengalczycy stanowią 98% ludności, pozostali to głównie Biharczycy. W latach 1950–2005 liczba ludności kraju zwiększyła się o 97 mln, głównie w wyniku wysokiego przyrostu naturalnego osiągającego w 2004 roku 2,08%. Przeciętna długość życia wynosi 61,7 roku i należy do najniższych na świecie. 57% ludności to analfabeci. Bangladesz należy do najgęściej zaludnionych (1040 os./km²) i najsłabiej zurbanizowanych krajów świata. Główne miasta to Dakka, Ćottogram i Khulna.

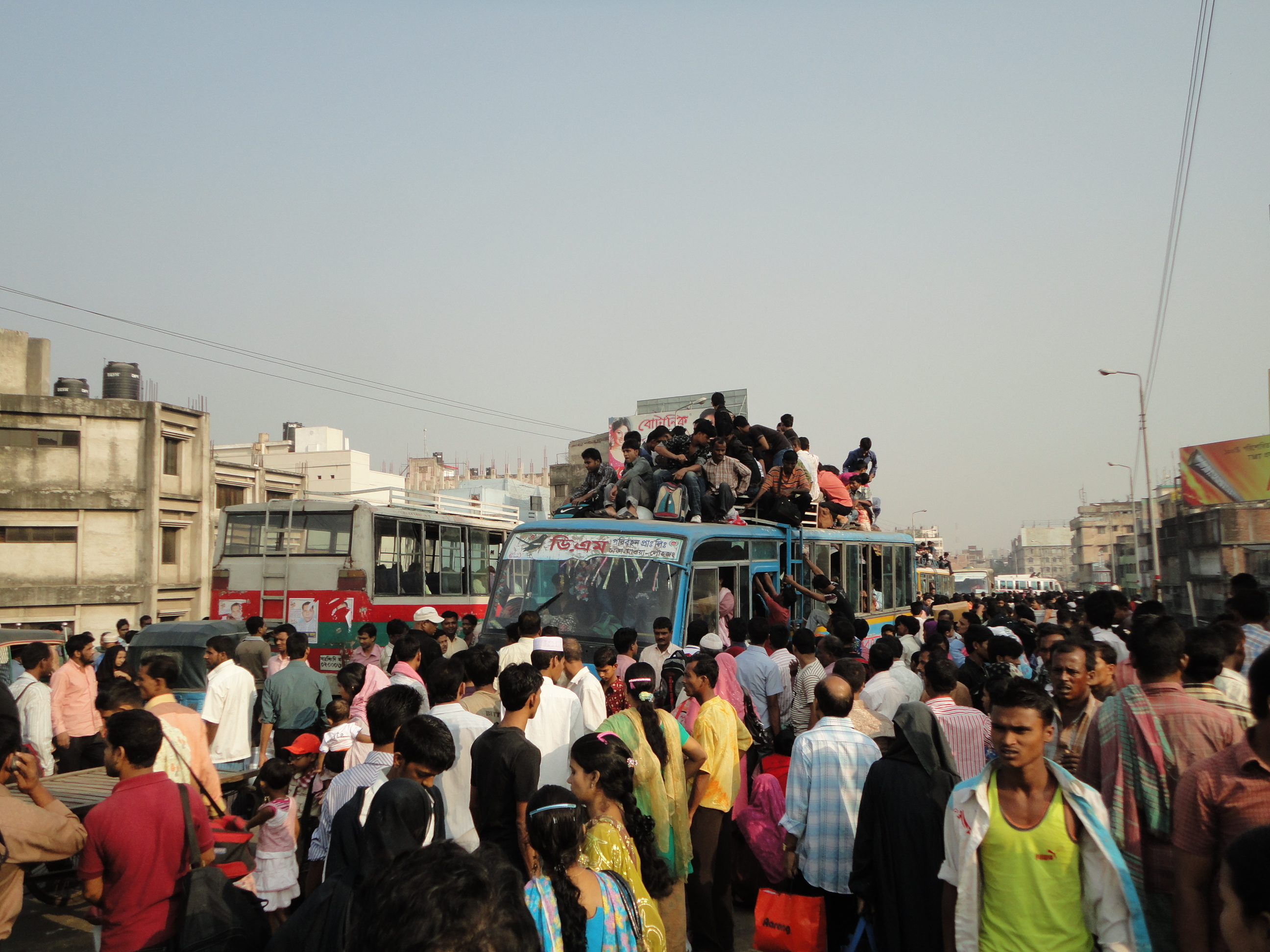
Dhaka

| Lp. | Miasto      | Liczba mieszkańców | Aglomeracja |
| --- | ----------- | ------------------ | ----------- |
| 1   | Dhaka       | 7 000 940          | 12 797 394  |
| 2   | Ćottogram   | 2 579 107          | 3 858 093   |
| 3   | Khulna      | 855 650            | 1 588 425   |
| 4   | Narayanganj | 800 000            | 1 500 000   |
| 5   | Rajshahi    | 472 775            | 775 495     |

### Struktura etniczna
Bengalczycy (98%), inne narodowości (1,1%)
- Shaikh: 84,1%
- Namasudra: 2,07%
- Kayastha: 1,2%
- Rajbongshi(inne języki): 1,12%
- Ansari: 0,76%
- Sayyid: 0,67%
- pozostali: 10,08%[17]

## Religia

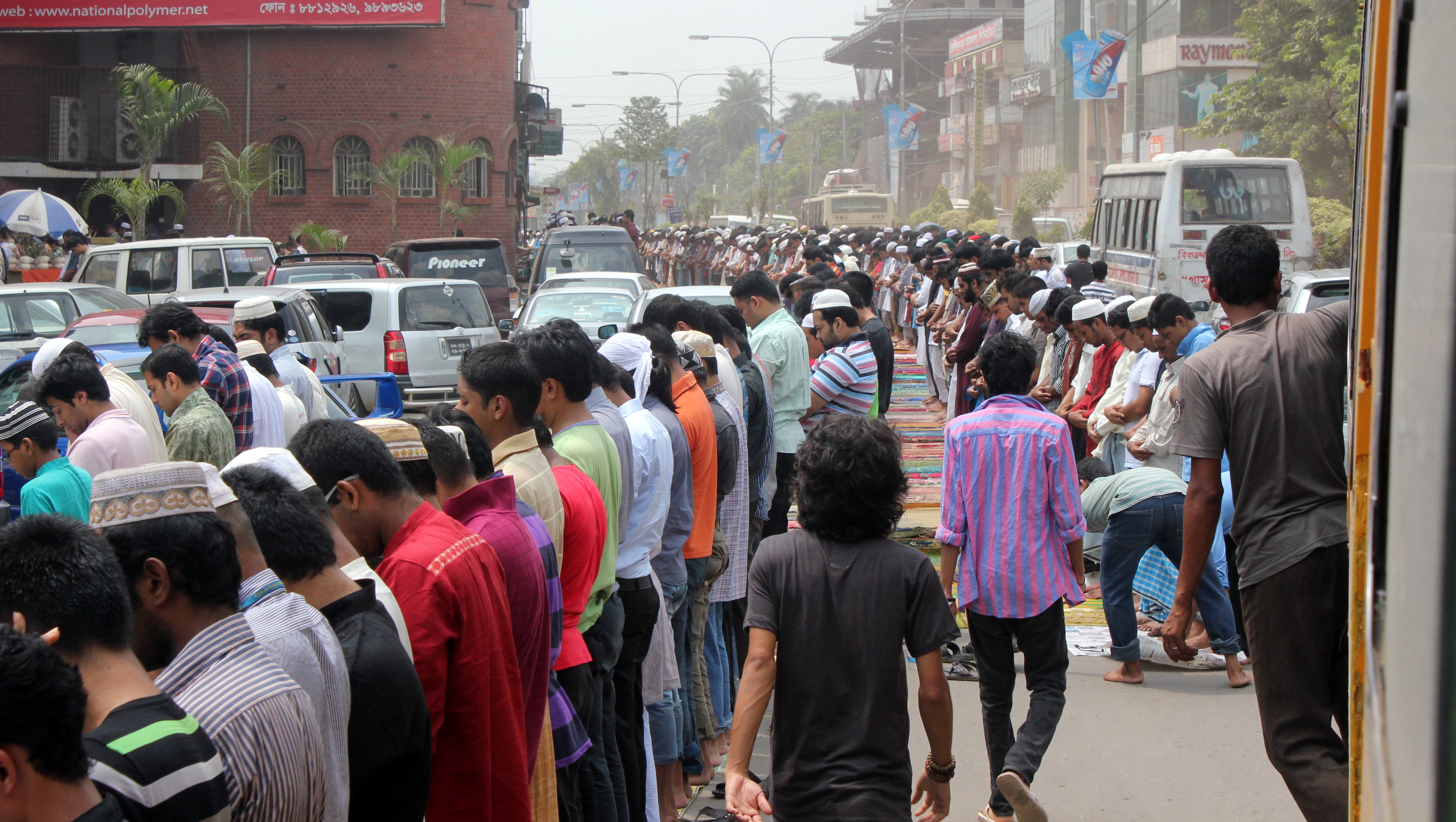
Muzułmanie podczas modlitwy, Dhaka

Struktura religijna kraju w 2019 roku według World Christian Database:
- islam – 89,1%,
- hinduizm – 9,2%,
- buddyzm – 0,63%,
- chrześcijaństwo – 0,53%:
  - katolicyzm – 0,25%,
  - ewangelikalizm – 0,17% (głównie: baptyści, adwentyści dnia siódmego i zielonoświątkowcy),
  - pozostali (głównie niezależne kościoły) – 0,11%,
- tradycyjne religie plemienne – 0,44%,
- brak religii – 0,08%,
- bahaizm – 0,007%,
- pozostałe religie – 0,02%.

W 2019 roku liczbę chrześcijan w Bangladeszu szacuje się na 887 tysięcy (w tym 417 tys. katolików i 339 tys. protestantów).

## Kultura

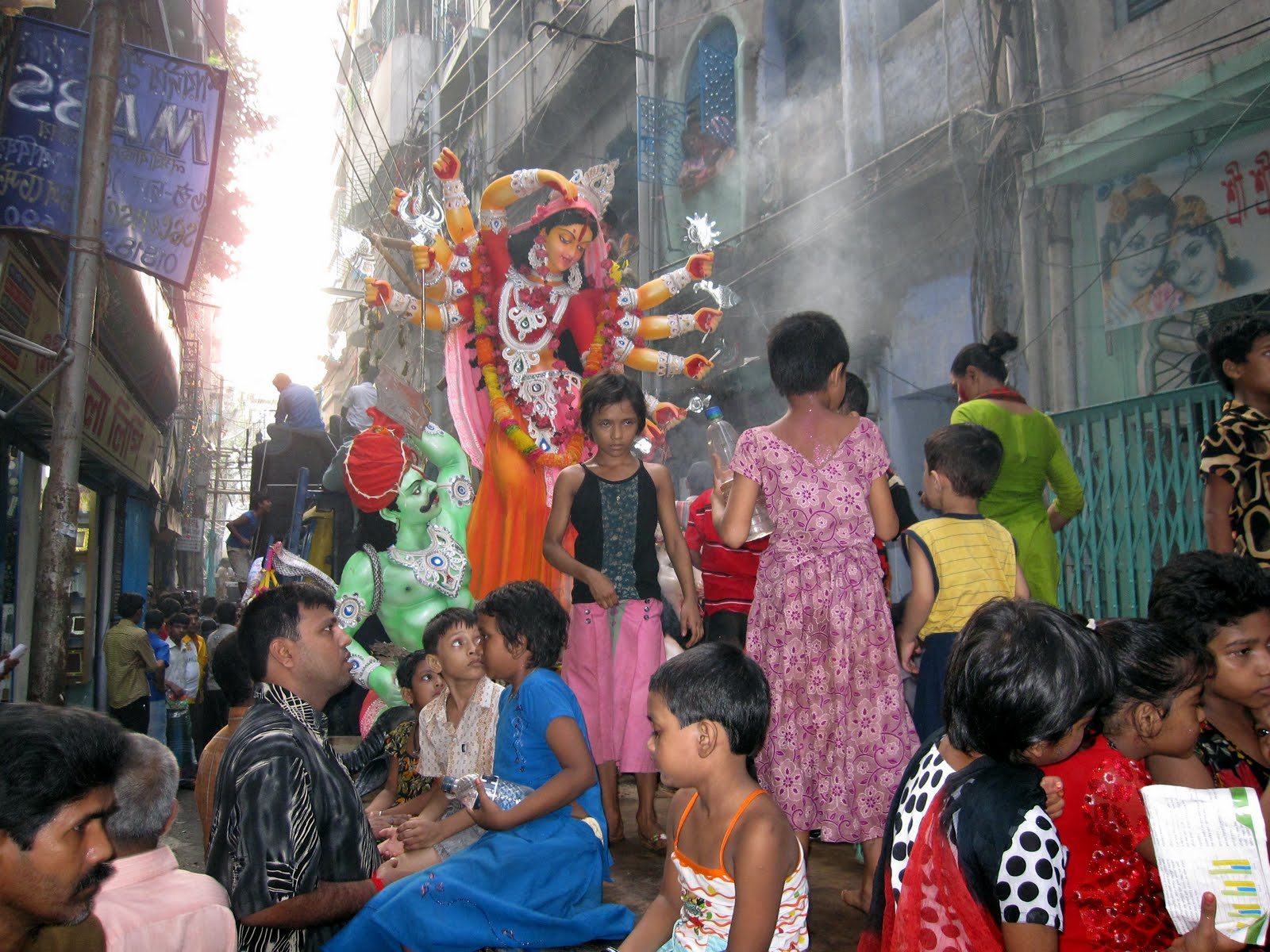
Durgapudźa w Dhace

Narodowym zwierzęciem Bangladeszu jest tygrys bengalski, kwiatem lilia wodna, a owocem – owoc drzewa bochenkowego. Bangladesz jest krajem muzułmańskim o stosunkowo dużym stopniu tolerancji, a miejscowa ludność znana jest z wyrozumiałego i przyjaznego traktowania cudzoziemców.
Bengalskie kobiety najczęściej noszą tzw. sari, choć popularny jest również strój zwany „salwar kameez” („salwar” to luźne spodnie, a „kameez” to długa koszula). Mężczyźni zazwyczaj noszą „lungi”, rodzaj długiej spódnicy albo „kurtę”, luźną koszulę sięgającą kolan. Coraz popularniejsze, zwłaszcza u mężczyzn, są stroje zachodnie.
Najczęściej spotykaną w Bangladeszu formą sztuki użytkowej jest ceramika, głównie dzbanki na wodę i miseczki z czerwonej gliny, zdobione niekiedy paskami i nacięciami. Niektórzy hinduscy rzeźbiarze tworzą malowane na jasne kolory podobizny Durgi i innych bóstw. Rysunki i malunki najbardziej widoczne są na rykszach i drewnianych wózkach.

### Literatura
Język bengalski cieszy się bogatym dziedzictwem literatury wspólnym z indyjskim regionem Bengalu Zachodniego. Pochodząca z VIII w. Charyapada jest najwcześniejszym tekstem w języku bengalskim. Średniowieczna bengalska literatura była zwykle o tematyce religijnej (np. pieśni Ćandidasa) lub też zaczerpnięta z innych języków (m.in. twórczość Alaola). Największy rozkwit kultury bengalskiej przypada na XIX w., kiedy to tworzyli m.in. Rabindranath Tagore, Michael Madhusudan Dutt, Kazi Nazrul Islam, Jasimuddin, Sarat Chandra Chattopadhyay i Ishwar Chandra Vidyasagar. Obecnie jednym z najbardziej znanych twórców literackich Bangladeszu jest Humayun Ahmed, będący również uznanym scenarzystą i reżyserem.

### Media
W Bangladeszu ukazuje się około 200 gazet codziennych i 1800 czasopism. Mimo to jedynie 15% populacji regularnie czyta. Jest to spowodowane wysokim analfabetyzmem w kraju i wciąż jeszcze wysokim poziomem ubóstwa. Dość powszechne jest natomiast słuchanie radia, zarówno rozgłośni lokalnych, jak i ogólnokrajowych. Istnieje również kontrolowany przez państwo kanał telewizyjny oraz coraz prężniej rozwijające się kanały prywatne.

## Opieka zdrowotna
Bangladesz należy do krajów, gdzie występują poważne problemy zdrowotne, a duża część społeczeństwa jest niedożywiona. Szacuje się, że braki żelaza ludności Bangladeszu powodują utratę nawet 7,9% PKB tego kraju.